# Ludovic Cacheux
Pour les articles homonymes, voir Cacheux.
Né le 5 février 1981 à Meaux, Ludovic Cacheux est un karatéka français surtout connu pour avoir remporté le titre de champion d'Europe en kumite individuel masculin moins de 80 kilos aux championnats d'Europe de karaté 2008, à Tallinn, en Estonie, le titre de champion du monde par équipe en 2004 à Monterrey au Mexique et la médaille de bronze aux championnats du monde 2010 en individuel kumite moins de 84 kg.
Ludovic Cacheux a également été champion du monde universitaire en individuel -80 kg et par équipe a Puebla Mexique en 2002.
Il a remporté 4 médailles de bronze européennes, 2 en individuelles kumite  -80 kg en 2005 et open en 2006, ainsi que 2 en équipe en 2005 et 2009.
Au cours de sa carrière, Ludovic Cacheux a remporté de nombreux et prestigieux opens internationaux, l'open de Paris, l'open d'Angleterre, l'open d'Allemagne, l'open d'Italie, l'open du Venezuela ou encore l'open d'Istanbul
Ludovic Cacheux a remporté 4 titres de champion de France en individuel -80 kg et -84 kg en championnat de France entre 2000 et 2010, 5 coupe de France individuelle en -80 kg entre 2003 et 2008 avec son club manceau Samouraï 2000 et son entraîneur Didier Moreau, lui-même ancien champion de France et champion d'Europe de karaté kumite.
Depuis 2008, il occupe les fonctions d'entraîneur national des équipes de France jeune de karaté kumite et en 2014 il est devenu entraîneur national senior s'occupant de l'élite française.

## Résultats
| Résultat | Date         | Épreuve                   | Catégorie | Compétition                | Ville hôte                             |              |
| -------- | ------------ | ------------------------- | --------- | -------------------------- | -------------------------------------- | ------------ |
| [ 3 ]    | Mai 2005     | Kumite individuel - 80 kg | Seniors   | Championnats d'Europe 2005 | San Cristóbal de La Laguna, en Espagne |              |
| [ 4 ]    | Mai 2006     | Kumite individuel open    | Seniors   | Championnats d'Europe 2006 | Stavanger, en Norvège                  |              |
| [ 2 ]    | 2 mai 2008   | Kumite individuel - 80 kg | Seniors   | Championnats d'Europe 2008 | Tallinn, en Estonie                    | Octobre 2010 |
| [ 5 ]    | Octobre 2010 | Kumite individuel open    | Seniors   | Championnats du monde 2010 | Belgrade, en Serbie                    |              |